# Grégoire Sorel
Pour les articles homonymes, voir Sorel.
Jacques-François Sorel, Grégoire Sorel, en religion, né le 2 novembre 1739 à Villeneuve-de-Marc (Isère) et mort le 22 avril 1825, est un moine chartreux, français qui fut ministre général de l'ordre des Chartreux.

## Biographie
Jacques-François Sorel est le fils de Pierre Sorel, notaire royal, secrétaire-greffier, et vice-châtelain de Villeneuve-de-Marc et de Anne Vignon. Dès l'âge de 14 ans, en 1753, Jacques-François est incorporé à l'église de Vienne.
Il fait profession, sous le nom de Dom Grégoire, à la Grand Chartreuse le 8 septembre 1765 et ordonné prêtre le même jour. Il y est sacristain en 1775, maître des novices en 1777, vicaire en 1778, puis procureur à Meyriat en 1778, à Montmerle en 1781, à Sélignac en 1784, prieur de Vaucluse en 1785, jusqu'à la Révolution.
Le 23 juin 1791, Dom Grégoire quitte le monastère avec les sept pères qui composent sa communauté. La plupart suivent leur prieur à Sélignac, où ils sont autorisés à se retirer. L'abolition de toute vie religieuse est décrétée, le 16-17 août 1792, et les moines, expulsés de nouveau, quittent Sélignac le 1er octobre 1792. Il cherche un refuge à Bourg-en-Bresse, ou dans les environs. Il se cache et exerce secrètement le ministère sacerdotal. En juin 1794, il est emprisonné dans la maison d'arrêt des Claristes, à Bourg pour rétractation de serment. En août, il est malade de fièvre et de dysenterie, et on le transporte à l'hôpital. Dom Grégoire est sans doute libéré peu de temps après. Il se retire en Dauphiné et profite de la liberté religieuse pour exercer son ministère dans la région de Saint-Jean-de-Bournay. En 1798, il est nommé archiprêtre de Saint-Jean-de-Bornay. A la restauration du culte catholique, il est  installé curé de cette paroisse, en février 1803.
Le 8 juillet 1816, en vertu de l'ordonnance royale du 27 avril, un groupe de huit ou neuf chartreux, regroupés par le vicaire dom Romuald Moissonnier, réintègrent la Grande Chartreuse et lui demande de les rejoindre. Âgé de 77 ans, il est nommé général de l’Ordre le 16 septembre 1816. Il s'occupe d'abord des réparations les plus urgentes.
Il donne sa démission en 1824, remplacé par Benoit Nizzati, prieur de Turin. Sorel  meurt le 22 avril 1825.